# Georg Rosenthal (Politiker)

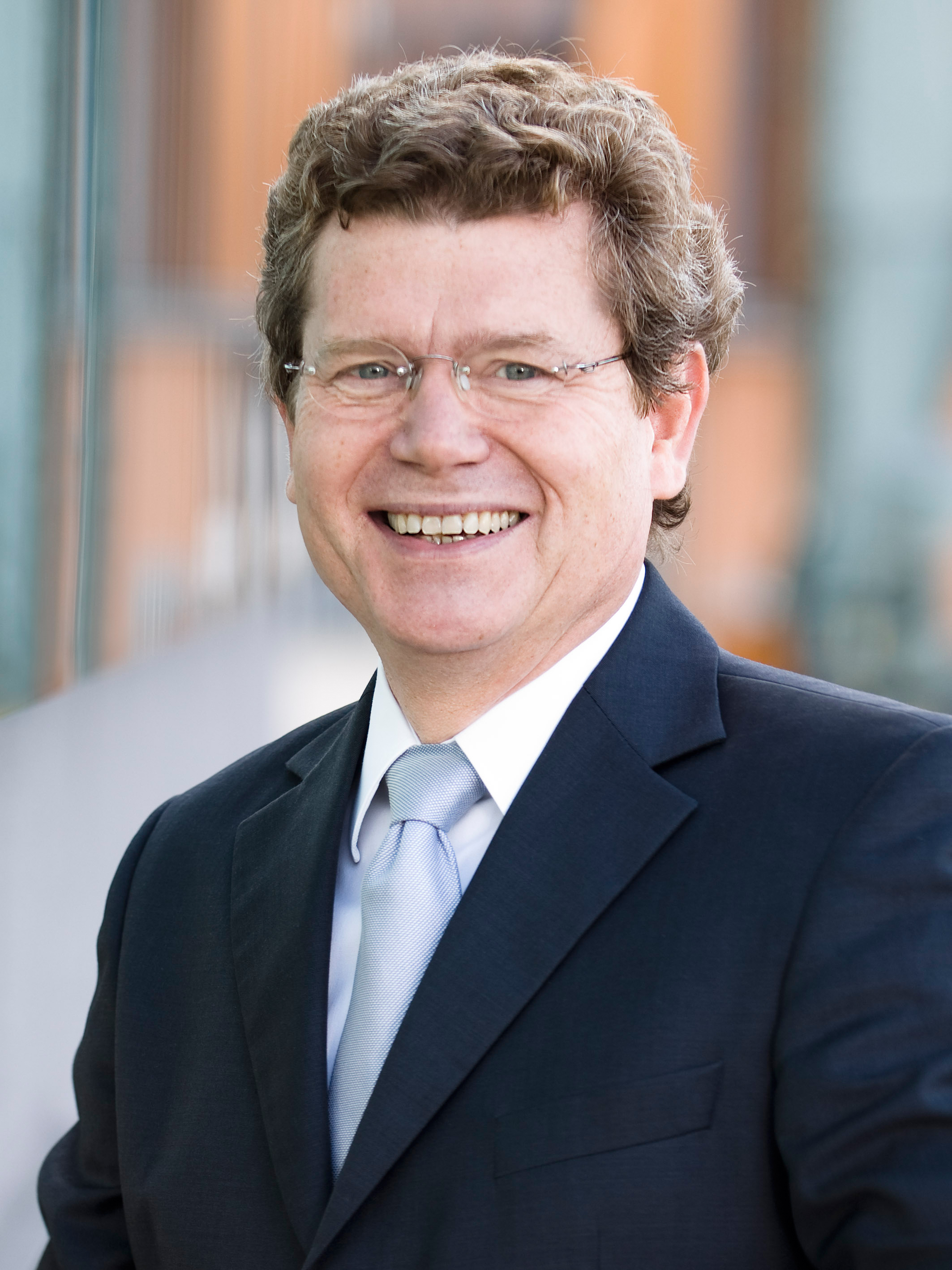
Georg Rosenthal, 2014

Georg Rosenthal (* 27. Dezember 1946 in Duisburg) ist ein deutscher Politiker (SPD). Von 2013 bis 2018 war er Mitglied des Bayerischen Landtages und von 2008 bis 2013 Oberbürgermeister von Würzburg. In den Jahren 1983 bis 1995 sowie von 2003 bis 2015 war er Erster Vorsitzender des Fußballvereins Würzburger FV, seit 2015 ist er dessen Ehrenvorsitzender.

## Werdegang
Nach dem Abitur und der Ableistung des Wehrdienstes nahm Rosenthal an der Universität Würzburg ein Studium der Betriebswirtschaftslehre, Rechtswissenschaft und Soziologie auf, das er als Diplom-Kaufmann abschloss. Seine Ausbildung setzte er mit einem Zweitstudium der Psychologie fort.
Bereits während des Studiums engagierte sich Rosenthal politisch. So war er studentischer Vertreter im Senat der Universität Würzburg und seiner Fakultät. Hier löste er den RCDS als stärkste Hochschulgruppe an der Universität Würzburg ab.
Im Anschluss übernahm er eine Lehrtätigkeit beim Berufsfortbildungswerk des DGB und war danach als Dozent für Wirtschafts- und Sozialpolitik in der Friedrich-Ebert-Stiftung tätig. Nach einem beruflichen Aufenthalt in Indonesien, wo er ein Projekt zur Wirtschaftsförderung von Klein- und Mittelunternehmen leitete, übernahm er im Februar 2001 die Leitung der Akademie Frankenwarte in Würzburg.
Am 1. Januar 1974 trat Rosenthal in die SPD ein. In den folgenden Jahren stand er in verschiedenen Parteifunktionen seines Kreisverbandes, davon sieben Jahre als stellvertretender Parteivorsitzender des Unterbezirks Würzburg Stadt und Land und Kitzingen. Derzeit ist er Vorstandsmitglied des SPD-Stadtverbandes Würzburg.
Für die Kommunalwahl im März 2008 wurde er von seiner Partei als Kandidat für das Amt des Oberbürgermeisters aufgestellt und setzte sich in der Stichwahl knapp gegen die Amtsinhaberin Pia Beckmann durch (Wahlergebnis: siehe Würzburg#Politik). Sein Amt trat er am 1. Mai 2008 an. Als Oberbürgermeister setzte er sich für die Ansiedlung der Hochschule für angewandte Wissenschaften Würzburg-Schweinfurt am Sanderheinrichsleitenweg ein, dem die Einwohner und Einwohnerinnen Würzburgs in einem Bürgerentscheid zustimmten.  In seiner OB-Zeit kaufte die Stadt die Konversionsfläche Leighton Barracks vom Bund. Mit dem Areal bewarb sich Würzburg für die Landesgartenschau 2018, deren Zuschlag am 9. Februar 2010 erfolgte. Bei städtebaulichen Großprojekten griff Rosenthal auf eine breite Bürgerbeteiligung in Form sogenannter „Bürgerwerk-Stätten“ zurück.
Bei der Landtagswahl 2013 wurde er vom Listenplatz sieben auf Platz zwei hinter Volkmar Halbleib gewählt und zog so über die Liste im Wahlkreis Unterfranken in den Bayerischen Landtag ein. Mit der konstituierenden Sitzung des Landtags ruhte Rosenthals Amt als Oberbürgermeister.
Für die SPD saß Rosenthal im Ausschuss für Wissenschaft und Kunst und äußerte sich in dieser Funktion häufiger zum Thema Raubkunst, insbesondere zum Schwabinger Kunstfund.
Rosenthal war außerdem Sprecher der unterfränkischen SPD-Landtagsabgeordneten. Im Dezember 2016 wählte ihn die SPD-Landtagsfraktion zu ihrem europapolitischen Sprecher. Seitdem ist Rosenthal ebenfalls stellvertretender Vorsitzender des Europaausschusses des Bayerischen Landtags.
Im Februar 2017 wurde Georg Rosenthal die Georg-von-Vollmar-Medaille, die höchste Auszeichnung der bayerischen SPD, für seinen Einsatz um die Belange der Bürgerinnen und Bürger Bayerns und Würzburgs verliehen. Die Laudatio hielt der SPD-Landtagsfraktionsvorsitzende Markus Rinderspacher.
Am 23. Oktober 2017 wurde Georg Rosenthal erneut als SPD-Kandidaten für den Stimmkreis Würzburg-Stadt bei der bayerischen Landtagswahl 2018 aufgestellt. Nach der Landtagswahl 2018 verlor er seinen Sitz im bayerischen Landtag.
Später zog er nach Hamburg. Dort wohnt er im Stadtteil Uhlenhorst. Er kandidiert bei der Bürgerschaftswahl 2025 für die SPD im Wahlkreis Barmbek-Uhlenhorst-Dulsberg.